# Tunesisch-Arabisch

Verbreitungsgebiet des Tunesischen Arabisch

Tunesisch-Arabisch ist ein west-arabischer Dialekt und wird von ca. 13 Millionen Muttersprachlern gesprochen.
Benutzt wird er sowohl in Tunesien als auch im Nordosten Algeriens und dem westlichen Teil Tripolitaniens mit unterschiedlichen Akzenten. Da viele Tunesier im Ausland leben, wird er auch in westeuropäischen Ländern wie Frankreich in der Familie gesprochen.
Tunesisch-Arabisch gehört wie Algerisch, Marokkanisch und Maltesisch zu den maghrebinischen Dialekten und ist von den Berbersprachen und Französisch stark beeinflusst.